# Finlandiapriset
Ej att förväxla med Svenska Akademiens litteraturpris Finlandiapris.
Finlandiapriset (finska: Finlandia-palkinto) är ett finländskt litteraturpris som delas ut av Finlands bokstiftelse för en roman författad av en finländsk medborgare. Priset delas ut sedan 1984. År 2012 låg prissumman på 30 000 euro. Det delas ut i kategorierna meriterad skönlitterär bok (Finlandiapriset), meriterad finländsk barn- eller ungdomsbok (Finlandia Junior) och meriterad finländsk fack- eller lärobok (Fack-Finlandia-priset).

## Finlandiapriset
Finlandiapriset för meriterad skönlitterär bok.
| Finlandiapriset |                    |                                                    |               |                                               |
| År              | Författare         | Originaltitel                                      | Originalspråk | Svensk/finsk titel (översättning)             |
| 1984            | Erno Paasilinna    | Yksinäisyys ja uhma                                | Finska        |                                               |
| 1985            | Jörn Donner        | Far och son                                        | Svenska       | Isä ja poika                                  |
| 1986            | Sirkka Turkka      | Tule takaisin, pikku Sheba                         | Finska        |                                               |
| 1987            | Helvi Hämäläinen   | Sukupolveni unta                                   | Finska        |                                               |
| 1988            | Gösta Ågren        | Jär                                                | Svenska       | Tääl                                          |
| 1989            | Markku Envall      | Samurai nukkuu                                     | Finska        |                                               |
| 1990            | Olli Jalonen       | Isäksi ja tyttäreksi                               | Finska        | Far med dotter                                |
| 1991            | Arto Melleri       | Elävien kirjoissa                                  | Finska        |                                               |
| 1992            | Leena Krohn        | Matemaattisia olioita tai jaettuja unia            | Finska        | Matematiska varelser eller delade drömmar     |
| 1993            | Bo Carpelan        | Urwind                                             | Svenska       | Alkutuuli                                     |
| 1994            | Eeva Joenpelto     | Tuomari Müller, hieno mies                         | Finska        |                                               |
| 1995            | Hannu Mäkelä       | Mestari                                            | Finska        |                                               |
| 1996            | Irja Rane          | Naurava neitsyt                                    | Finska        | Den skrattande jungfrun                       |
| 1997            | Antti Tuuri        | Lakeuden kutsu                                     | Finska        |                                               |
| 1998            | Pentti Holappa     | Ystävän muotokuva                                  | Finska        |                                               |
| 1999            | Kristina Carlson   | Maan ääreen                                        | Finska        |                                               |
| 2000            | Johanna Sinisalo   | Ennen päivänlaskua ei voi                          | Finska        | Bara sedan solen sjunkit                      |
| 2001            | Hannu Raittila     | Canal Grande                                       | Finska        |                                               |
| 2002            | Kari Hotakainen    | Juoksuhaudantie                                    | Finska        | Löpgravsvägen                                 |
| 2003            | Pirkko Saisio      | Punainen erokirja                                  | Finska        | Den röda separationsboken                     |
| 2004            | Helena Sinervo     | Runoilijan talossa                                 | Finska        |                                               |
| 2005            | Bo Carpelan        | Berg                                               | Svenska       |                                               |
| 2006            | Kjell Westö        | Där vi en gång gått                                |               | Missä kuljimme kerran                         |
| 2007            | Hannu Väisänen     | Toiset kengät                                      | Finska        |                                               |
| 2008            | Sofi Oksanen       | Puhdistus                                          | Finska        | Utrensning                                    |
| 2009            | Antti Hyry         | Uuni                                               | Finska        |                                               |
| 2010            | Mikko Rimminen     | Nenäpäivä                                          | Finska        |                                               |
| 2011            | Rosa Liksom        | Hytti nro 6                                        | Finska        | Kupé nr 6                                     |
| 2012            | Ulla-Lena Lundberg | Is                                                 | Svenska       | Jää                                           |
| 2013            | Riikka Pelo        | Jokapäiväinen elämämme                             | Finska        |                                               |
| 2014            | Jussi Valtonen     | He eivät tiedä mitä tekevät                        | Finska        |                                               |
| 2015            | Laura Lindstedt    | Oneiron, Fantasia kuoleman jälkeisistä sekunneista | Finska        | Oneiron: en fantasi om sekunderna efter döden |
| 2016            | Jukka Viikilä      | Akvarelleja Engelin kaupungista                    | Finska        |                                               |
| 2017            | Juha Hurme         | Niemi                                              | Finska        |                                               |
| 2018            | Olli Jalonen       | Taivaanpallo                                       | Finska        |                                               |
| 2019            | Pajtim Statovci    | Bolla                                              | Finska        | Kungarnas land                                |
| 2020            | Anni Kytömäki      | Margarita                                          | Finska        |                                               |
| 2021            | Jukka Viikilä      | Taivaallinen vastaanotto                           | Finska        |                                               |
| 2022            | Iida Rauma         | Hävitys                                            | Finska        | Förstörelse : en fallstudie                   |
| 2023            | Sirpa Kähkönen     | 36 uurnaa: Väärässä olemisen historia              | Finska        | 36 urnor : en historia om att ha fel          |
| 2024            | Pajtim Statovci    | Lehmä synnyttää yöllä                              | Finska        |                                               |

## Finlandia Junior
Finlandia Junior utdelas som erkänsla till en meriterad finländsk barn- eller ungdomsbok.
| Finlandia Junior-priset |                                      |                                         |                                   |                                         |
| År                      | Författare                           | Titel                                   | Illustatör                        | Svensk/finsk titel (översättning)       |
| 1997                    | Alexis Kouros                        | Gondwanan lapset                        | Alexander Reichstein              | På en ö i havet                         |
| 1998                    | Leena Laulajainen                    | Kultamarja ja metsän salaisuudet        | Liisa Hakkarainen                 |                                         |
| 1999                    | Kari Levola                          | Tahdon                                  |                                   |                                         |
| 2000                    | Tomi Kontio                          | Keväällä isä sai siivet                 |                                   |                                         |
| 2001                    | Kira Poutanen                        | Ihana meri                              |                                   |                                         |
| 2002                    | Raili Mikkanen                       | Ei ole minulle suvannot                 |                                   |                                         |
| 2003                    | Arja Puikkonen                       | Haloo kuuleeko kaupunki                 |                                   |                                         |
| 2004                    | Riitta Jalonen                       | Tyttö ja naakkapuu                      | Kristiina Louhi                   |                                         |
| 2005                    | Tuula Korolainen                     | Kuono kohti tähteä                      | Marjo Nygård-Niemistö             |                                         |
| 2006                    | Timo Parvela                         | Keinulauta                              | Virpi Talvitie                    |                                         |
| 2007                    | Aino Havukainen och Sami Toivonen    | Tatun ja Patun Suomi                    | Aino Havukainen och Sami Toivonen | Det här är Finland                      |
| 2008                    | Esko-Pekka Tiitinen                  | Villapäät                               |                                   |                                         |
| 2009                    | Mari Kujanpää                        | Minä ja Muro                            | Aino-Maija Metsola                |                                         |
| 2010                    | Siri Kolu                            | Me Rosvolat                             | Tuuli Juusela                     | När jag blev stulen andra veckan i juni |
| 2011                    | Vilja-Tuulia Huotarinen              | Valoa, valoa, valoa                     |                                   |                                         |
| 2012                    | Christel Rönns                       | Det vidunderliga ägget                  | Christel Rönns                    | Perin erikoinen muna                    |
| 2013                    | Kreetta Onkeli                       | Poika joka menetti muistinsa            |                                   |                                         |
| 2014                    | Maria Turtschaninoff                 | Maresi. Krönikor från det röda klostret |                                   | Maresi. Punaisen luostarin kronikoita   |
| 2015                    | Nadja Sumanen                        | Rambo                                   |                                   |                                         |
| 2016                    | Juuli Niemi                          | Et kävele yksin                         |                                   |                                         |
| 2017                    | Sanna Mander                         | Nyckelknipan                            |                                   |                                         |
| 2018                    | Siiri Enoranta                       | uhatkuolevan kirous                     |                                   |                                         |
| 2019                    | Marisha Rasi-Koskinen                | Auringon pimeä puoli                    |                                   |                                         |
| 2020                    | Anja Portin                          | Radio Popov                             |                                   |                                         |
| 2021                    | Anne-Maija Aalto                     | Mistä valo pääsee sisään                |                                   |                                         |
| 2022                    | Sofia Chanfreau och Amanda Chanfreau | Giraffens hjärta är ovanligt stort      |                                   |                                         |
| 2023                    | Magdalena Hai                        | Sarvijumala                             |                                   |                                         |
| 2024                    | Päivi Lukkarila                      | Skutsi                                  |                                   |                                         |

## Fack-Finlandia
Fack-Finlandia utdelas av Finlands Bokstiftelse som erkänsla till en meriterad finländsk fack- eller lärobok. 
| Tieto-Finlandia-priset |                                                                | |                                                            |
| År                     | Författare                                                     | Titel | Svensk/finsk titel (översättning)                          |
| 1989                   | Erik Tawaststjerna                                             | Jean Sibelius 1-5                                                                                                |                                                            |
| 1990                   | Markku Löytönen (red.)                                         | Matka-arkku. Suomalaisia tutkimusmatkailijoita                                                                   |                                                            |
| 1991                   | Olli Marttila, Tari Haahtela, Hannu Aarnio, Pekka Ojalainen    | Suomen päiväperhoset                                                                                             |                                                            |
| 1992                   | Jukka Salo, Mikko Pyhälä                                       | Amazonia |                                                            |
| 1993                   | Erik Wahlström, Tapio Reinikainen, Eeva-Liisa Hallanoro        | Ympäristön tila Suomessa                                                                                         |                                                            |
| 1994                   | Heikki Ylikangas                                               | Tie Tampereelle. Dokumentoitu kuvaus Tampereen antautumiseen johtaneista sotatapahtumista Suomen sisällissodassa |                                                            |
| 1995                   | Matti Sarmela                                                  | Suomen perinneatlas                                                                                              |                                                            |
| 1996                   | Pekka Kivikäs                                                  | Kalliomaalaukset – muinainen kuva-arkistomme                                                                     |                                                            |
| 1997                   | Fabian Dahlström, Erkki Salmenhaara, Mikko Heiniö              | Suomen musiikin historia 1-4                                                                                     |                                                            |
| 1998                   | Hannu Karttunen                                                | Vanhin tiede. Tähtitiedettä kivikaudesta kuulentoihin                                                            |                                                            |
| 1999                   | Kari Enqvist                                                   | Olemisen porteilla                                                                                               |                                                            |
| 2000                   | Anu Kantola et al.                                             | Maailman tila ja Suomi                                                                                           |                                                            |
| 2001                   | Heikki Paunonen, Marjatta Paunonen                             | Tsennaaks Stadii, bonjaaks slangii. Stadin slangin suursanakirja                                                 |                                                            |
| 2002                   | Esko Valtaoja                                                  | Kotona maailmankaikkeudessa                                                                                      |                                                            |
| 2003                   | Antti Helanterä, Veli-Pekka Tynkkynen                          | Maantieteelle Venäjä ei voi mitään                                                                               |                                                            |
| 2004                   | Elina Sana                                                     | Luovutetut. Suomen ihmisluovutukset Gestapolle                                                                   |                                                            |
| 2005                   | Sami Koski, Mika Rissanen, Juha Tahvanainen                    | Antiikin urheilu                                                                                                 |                                                            |
| 2005                   | Jari Leskinen, Antti Juutilainen (red.)                        | Jatkosodan pikkujättiläinen                                                                                      |                                                            |
| 2006                   | Erkki Tuomioja                                                 | Häivähdys punaista. Hella Wuolijoki ja hänen sisarensa Salme Pekkala vallankumouksen palveluksessa               | Ett stänk av rött : två systrar i revolutionens tjänst.    |
| 2007                   | Peter von Bagh                                                 | Sininen laulu |                                                            |
| 2008                   | Marjo T. Nurminen                                              | Tiedon tyttäret                                                                                                  |                                                            |
| 2009                   | Henrika Tandefelt                                              | Borgå 1809. Ceremoni och fest                                                                                    | Porvoo 1809 : juhlamenoja ja tanssiaisia                   |
| 2010                   | Vesa Sirén                                                     | Suomalaiset kapellimestarit                                                                                      |                                                            |
| 2011                   | Soili Stenroos, Teuvo Ahti, Katileena Lohtander & Leena Myllys | Suomen jäkäläopas                                                                                                |                                                            |
| 2012                   | Elina Lappalainen                                              | Syötäväksi kasvatetut                                                                                            |                                                            |
| 2013                   | Ville Kivimäki                                                 | Murtuneet mielet - taistelu suomalaissotilaiden hermoista 1939-1945                                              |                                                            |
| 2014                   | Mirkka Lappalainen                                             | Pohjolan Leijona – Kustaa II Adolf ja Suomi 1611–1632                                                            | Det nordiska lejonet. Gustav II Adlf och Finland 1611-1632 |
| 2015                   | Tapio Tamminen                                                 | Kansankodin pimeämpi puoli                                                                                       |                                                            |
| 2016                   | Mari Manninen                                                  | Yhden lapsen kansa - Kiinan salavauvat, pikkukeisarit ja hylätyt tyttäret                                        |                                                            |
| 2017                   | Riitta Kylänpää                                                | Pentti Linkola - Ihminen ja legenda                                                                              |                                                            |
| 2018                   | Seppo Aalto                                                    | Kapina tehtailla – Kuusankoski 1918                                                                              |                                                            |
| 2019                   | Anssi Jokiranta, Pekka Juntti, Anna Ruohonen & Jenni Räinä     | Metsä meidän jälkeemme                                                                                           |                                                            |
| 2020                   | Marko Tikka & Seija-Leena Nevala                               | Kielletyt leikit – Tanssin kieltämisen historia Suomessa 1888-1948                                               |                                                            |
| 2021                   | Osmo Tapio Räihälä                                             | Miksi nykymusiikki on niin vaikeaa                                                                               |                                                            |
| 2022                   | Ville-Juhani Sutinen                                           | Vaivan arvoista: esseitä poikkeuskirjallisuudesta                                                                |                                                            |
| 2023                   | Antti Järvi                                                    | Minne katosi Antti Järvi?                                                                                        |                                                            |
| 2024                   | Sofia Tawast och Riikka Leinonen                               | Suuri valhe vammaisuudesta                                                                                       |                                                            |